# (32887) 1993 TT26
1993 TT26 (asteroide 32887) é um asteroide da cintura principal. Possui uma excentricidade de 0.20663620 e uma inclinação de 2.32782º.
Este asteroide foi descoberto no dia 9 de outubro de 1993 por Eric Walter Elst em La Silla.